# Steven Thomas

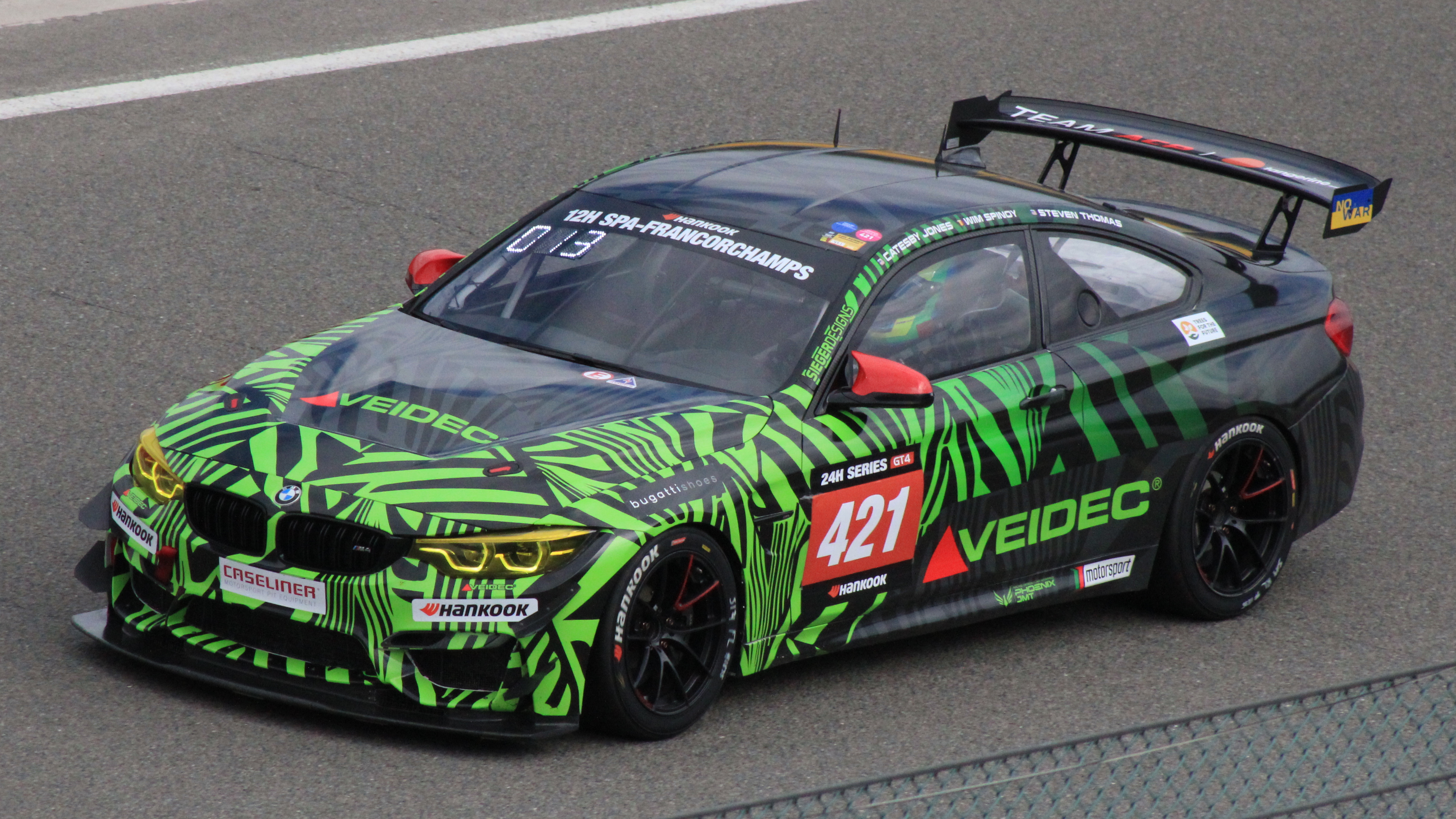

Steven Thomas, né le 12 juillet 1967 à East Point en Géorgie, est un avocat américain, travaillant au sein du cabinet d'avocat TAFS. Il est également un gentleman driver participant à des épreuves d'endurance aux volant de Sport-prototypes dans des championnats tels que le Championnat du monde d'endurance, le WeatherTech SportsCar Championship, l'IMSA Prototype Challenge et la Michelin Le Mans Cup.

## Carrière
En 2021, Steven Thomas s'engage avec son écurie, le WIN Autosport, dans le WeatherTech SportsCar Championship au volant d'une Oreca 07 dans la catégorie LMP2, avec comme coéquipier Tristan Nunez. Thomas Merrill compléte l'équipage lors des diverses courses d'endurance, et Matthew Bell lors des 24 Heures de Daytona.
En 2022, il poursuit son engagement en WeatherTech SportsCar Championship mais pour cette nouvelle saison, il rejoint l'écurie américaine PR1/Mathiasen Motorsports afin de faire concourir une Oreca 07 dans la catégorie LMP2, avec comme coéquipier Jonathan Bomarito. Josh Pierson compléte l'équipage lors des courses d'endurance et Harry Tincknell lors des 24 Heures de Daytona. 
L'écurie Algarve Pro Racing, dans une situation très difficile à la suite du retrait du G-Drive Racing du Championnat du monde d'endurance qu'elle devait supporter techniquement, se retrouvant sans programme, propose à Steven Thomas de participer à l'intégralité du Championnat du monde d'endurance et pas seulement aux 24 Heures du Mans, contrairement à d'autres écuries avec qui il était en discussion. A la vue de la situation et après avoir consulté ses partenaires, Steven Thomas s'engage ainsi et participe au Championnat du monde d'endurance avec comme coéquipiers James Allen et René Binder,.

## Palmarès

### Résultats aux24 Heures de Daytona
| Année | Écurie                    | Copilotes                                      | Voiture  | Classe | Tours | Pos. | Class Pos. |
| ----- | ------------------------- | ---------------------------------------------- | -------- | ------ | ----- | ---- | ---------- |
| 2021  | WIN Autosport             | Matthew Bell Thomas Merrill Tristan Nunez      | Oreca 07 | LMP2   | 764   | 16e  | 5e         |
| 2022  | PR1/Mathiasen Motorsports | Jonathan Bomarito Josh Pierson Harry Tincknell | Oreca 07 | LMP2   | 663   | Abd. | Abd.       |

### Résultats enWeatherTech SportsCar Championship
| Année | Écurie                    | Châssis  | Moteur                     | Classe | 1    | 2   | 3     | 4     | 5     | 6     | 7     | 8     | Position | Points |
| ----- | ------------------------- | -------- | -------------------------- | ------ | ---- | --- | ----- | ----- | ----- | ----- | ----- | ----- | -------- | ------ |
| 2021  | WIN Autosport             | Oreca 07 | Gibson GK428 4,2 L V8 Atmo | LMP2   | DAY  | DAY | SEB 4 | WGL 1 | WGL 2 | ELK 4 | LGA 3 | ATL 3 | 2e       | 2026   |
| 2021  | WIN Autosport             | Oreca 07 | Gibson GK428 4,2 L V8 Atmo | LMP2   | Q 10 | R 5 | SEB 4 | WGL 1 | WGL 2 | ELK 4 | LGA 3 | ATL 3 | 2e       | 2026   |
| 2022  | PR1/Mathiasen Motorsports | Oreca 07 | Gibson GK428 4,2 L V8 Atmo | LMP2   | DAY  | DAY | SEB 4 | MOH   | WGL   | MOS   | ELK   | ATL   | 4e*      | 303*   |
| 2022  | PR1/Mathiasen Motorsports | Oreca 07 | Gibson GK428 4,2 L V8 Atmo | LMP2   | Q 2  | R 7 | SEB 4 | MOH   | WGL   | MOS   | ELK   | ATL   | 4e*      | 303*   |

* Saison en cours.

### Résultats enChampionnat du monde d'endurance
| Année | Écurie             | Châssis  | Moteur                     | Classe | 1      | 2   | 3   | 4   | 5   | 6   | Position | Points |
| ----- | ------------------ | -------- | -------------------------- | ------ | ------ | --- | --- | --- | --- | --- | -------- | ------ |
| 2022  | Algarve Pro Racing | Oreca 07 | Gibson GK428 4,2 l V8 Atmo | LMP2   | SEB 11 | SPA | LMS | MON | FUJ | BAH | *        | 0*     |

* Saison en cours.